# Hans Schomerus
 (mars 2023).
Hans Schomerus (né Johannes Menko Siegfried le 20 mars 1902 à Viluppuram en Inde orientale et décédé 20 mai 1969 à Schielberg, district de Marxzell), est un théologien luthérien allemand et directeur de séminaire. Il est considéré comme un représentant éminent de la Révolution conservatrice. Schomerus est l'auteur de nombreux livres et essais théologiques, contemporains et culturels et historiques.

## Biographie
Après des études de théologie, Schomerus fut d'abord vicaire à Hildesheim (1926—1927), puis curé à Wahrenholz / Hanovre (1928—1936). À cette époque, il est présenté comme « indianiste et théologien. » De 1936 à 1938, il devint prédicateur à la cathédrale de Braunschweig, de 1938 à 1945 directeur des études au séminaire de prêtrise de Wittenberg. Il perd tout ce qu'il possédait pendant la guerre et devient de 1945 à 1948, pasteur à Reinbek, petite paroisse près de Hambourg. En 1948, il fut l'un des cofondateurs du journal Christ und Welt, plus tard rédacteur (éditeur) et auteur. En 1951, Schomerus succède à Friedrich Schauer à la tête de l' Académie évangélique de Baden à Bad Herrenalb, de 1955 à 1967, il est directeur de cette Académie.
Le 1er septembre 1961, il reçoit un doctorat honoris causa de la Faculté de théologie protestante de Tübingen . Schomerus était membre de l' Académie Occidentale et de 1961 à 1969, membre de l' Ambassador Club Karlsruhe. Schomerus est évoqué par Carl Schmitt dans Théorie du partisan pour son étude Der Wächter an der Grenze (français : Le Gardien de la frontière) pour la filiation qu'il établit entre le partisan de la guerilla espagnole contre Napoléon et l'organisation de l'Armée rouge (notamment de la cavalerie par Boudienny). L'origine de la figure du partisan ne serait donc pas révolutionnaire, mais contre-révolutionnaire. Cette théorie, dont Derrida propose la déconstruction dans le chapitre 6 de Politiques de l'amitié, est caractéristique de la pensée allemande réactionnaire, alliée au nazisme dans les années 1930.

## Publications
- Pluralisme, tolérance et christianisme, Nürnberg Abendländ. Akad. e. V., 1961[5].
- D'honneur allemand et de conscience chrétienne, Bonn, Université de Bonn Buchdr, 1936.
- (de) Kaiser und Bürger. Gestaltwandel deutscher Herrschaft in der Geschichte, Hambourg, Hanseatische Verlagsanstalt, 1934[6].
- (de) Ende des Säkularismus, Hambourg, Hanseatische Verlagsanstalt, 1935.
- (de) Das neue Wirklichkeitsbild, Hambourg, Noelke, 1947.
- (de) Der Wächter an der Grenze, Tübingen, Furche-Verlag, 1948 (sous le pseudonyme de Jan Coster).
- (de) Realistisches Leben, Stuttgart, Gütersloher Verl, 1958.
- (de) Geistige Strömungen der Gegenwart, Mohn, Gütersloh, Gütersloher Verl, 1966.
- (de) Fülle der Welt. Das Vaterunser in unserer Zeit, Munich, Claudius Verlag, 1969.